# Zoe Stein
Zoe Stein   (Barcelona, 2000) és una actriu catalana.

## Biografia
Zoe Stein va néixer a Barcelona l'any 2000, de pare alemany. Es va formar a la City Academy, amb seu a Londres. A 18 anys, es va mudar a Berlín per a treballar en teatre. La seva actuació en el curtmetratge Forastera de Lucía Aleñar de 2020 (que va debutar en la Quinzena de Cineastes de Canes), li va permetre aconseguir un paper protagonista en el llargmetratge Mantícora (2022), i va obtenir una nominació al Premi Goya a la millor actriu revelació per la seva interpretació de Diana.
Previ a l'estrena de la pel·lícula de Carlos Vermut, Stein va aparèixer en les sèries de televisió Merlí: Sapere aude, Besos al aire i La caza, així com el rodatge de la sèrie de televisió La chica invisible, protagonitzada pel personatge principal de Julia.

## Premis i nominacions
| Any  | Premi                                               | Categoria                 | Obra               | Resultat | Ref.   |
| ---- | --------------------------------------------------- | ------------------------- | ------------------ | -------- | ------ |
| 2023 | 15ns Premis Gaudí                                   | Millor actuació revelació | Mantícora          | Nominada | [ 7 ]  |
| 2023 | 78a Medalla del Cercle d'Escriptors Cinematogràfics | Millor actriu revelació   | Mantícora          | Nominada | [ 8 ]  |
| 2023 | 37a edició dels Premis Goya                         | Millor actriu revelació   | Mantícora          | Nominada | [ 9 ]  |
| 2024 | 25a edició dels Premis Iris                         | Millor actriu             | La chica invisible | Nominada | [ 10 ] |